# أنتابوغا (أسطورة)
أنتابوغا (بالإنجليزية: Antaboga) في الميثولوجيا الأندونيسية هو المعبود الأفعى الذي يتحكم في إنتاج الأرز. اسم أنتابوغا Antaboga مشتق من مصطلح السنسكريتية ananta (لانهائي) و boga (الطعام، الحيازة أو الوفرة) ونتيجة لذلك، يمكن ترجمة أنتابوغا Antaboga كـ «طعام لا نهاية له» أو «وفرة لا نهاية لها».

## الأسطورة
تروي قصة هندوسية - أندونيسية قديمة (في جزيرة جاوى)، جرت في عصور قديمة سابقة، أن الإله الأكبر باتارا غورو Batara Guru قد أصدر أوامره إلى جميع الآلهة والإلهات للبدء بتشييد قصر جديد، وكل من لا يلتزم بهذا الأمر ستُقطَعْ ذراعيه وساقيه.
تملّك الإله الأفعى أنتابوغا Antaboga القلق البالغ، بحيث لم يعرف كيف يمكنه الإسهام بهذا العمل. طلب النصيحة من الشقيق الأصغر للإله الأكبر باتارا نارادا Batara Narada، لكنه كذلك شعر بالتخبُّط ولم يعرف كيف يساعده. أجهش أنتابوغا بالبكاء.
سقطت ثلاث دمعات على الأرض، فتحولت كل دمعة، بصورة إعجازية، إلى حجر كريم بيضوي الشكل. هنا تدخل باتارا نارادا ونصحه بأنّ يقدّم الأحجار الكريمة الثلاثة إلى شقيقه الإله الأكبر كتعويض عند عدم قدرته في الإسهام في بناء القصر.

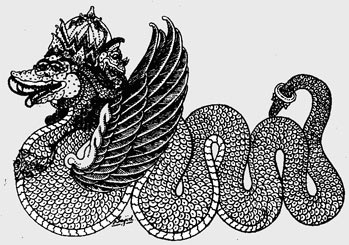
رسم إيضاحي لأنتابوغا

لكن في طريقه إلى قصر الإله الأكبر باتارا غورو، احتجزه نسر وسأله عن نواياه. صمت أنتابوغا، حيث وضع الأحجار الكريمة الثلاثة في فمه ولم يتمكن من الكلام. رأى النسر بأنّ هذا الصمت، إنما يشكّل علامة على العجرفة، فهجم عليه، فسقط حجرين كريمين على الأرض وتحطما، ليتحولا إلى خنزيرين بريين توأم هما كالابوات Kalabuat وبودوغ باسو Budug Basu.
بالنهاية وصل أنتابوغا إلى القصر وعرض الحجر الكريم المتبقي على الإله الأكبر. قبل الإله الأكبر الهدية، وأمر بحفظ الحجر الكريم البيضوي لكي يفقس. وبصورة إعجازية، خرج من البيضة فتاة ساحرة الجمال، وقد تبناها الإله الأكبر باتارا غورو وزوجته.
أطلقوا اسم نياي بوهاسي سانغيانغ أسري Nyai Pohaci Sanghyang Asri عليها وعاشت وصارت أميرة. انجذب إليها كل الآلهة، حتى أبوها الذي تبناها، الأمر الذي أقلق باقي الآلهة، حيث يمكن لفضيحة كهذه أن تخرّب الانسجام القائم بين السموات.
إزاء هذا الواقع، تآمروا على الأميرة وعلى الإله الأكبر. وبهدف حماية عفّة الأميرة نياي، قرر جميع الآلهة قتلها. فسمموها ودفنوها في مكان بعيد وقصر مخفيّ. لكن ظهرت براءة نياي عبر إشارة إعجازية أعطت الأصل لجميع النباتات المفيدة للبشر.
وفق هذه الأسطورة، ظهر الأرُّز من سُرَّة هذه الإلهة!
فنبت من رأسها شجرة جوز هند، ونبت من وجهها كل أنواع البهارات والبقوليات، فيما تحول شعرها إلى أزهار، وذراعيها إلى أشجار، أعضائها الجنسية إلى نخيل، عضلاتها إلى جميع أنواع الخيزران، ساقيها إلى نباتات درنية واخيراً نبت من سرتها الجميلة نبتة مفيدة ستسمى بادي padi (تعني الأرُّز).